# Hakupu
Hakupu is een van de 14 dorpen van Niue en telt 162 inwoners (2006). Met een oppervlakte van 48,04 vierkante kilometer is Hakupu veruit het grootste deelgebied van het eiland. Qua inwoneraantal zijn alleen de hoofdstedelijke dorpen Alofi North en Alofi South groter, maar vermits zij samen de hoofdplaats Alofi vormen is Hakupu de op een na grootste nederzetting op Niue. 
Het dorp is samen met Vaiea het meest zuidelijke van het eiland en grenst met de klok mee aan Liku, de Stille Oceaan, Vaiea, Avatele en Alofi. Daarnaast raakt Hakupu Tamakautoga op een punt in het westen. 

## Geografie
Het centrum van Hakupu ligt 12 kilometer ten zuidoosten van Alofi en maakt deel uit van het historische stammengebied Tafiti, dat de zuidelijke helft van het eiland beslaat. Het plaatsje ligt aan de weg die Vaiea met het noordelijkste dorp Mutalau verbindt. De Huvalu Forest Conservation Area omvat het grootste deel van het grondgebied van Hakupu, maar ligt ook deels in Liku.
Tot Hakupu behoren eveneens de dorpen Manunu en Tuatea. In Hakupu ligt de kaap Matatamane Point; Limufuafua Point ligt op de grens met Vaiea. Centraal ligt Anapala Chasm, een diepe spleet in de rotsen.

## Politiek
Bij de parlementsverkiezingen van 2011 kon voormalig premier Young Vivian zijn zetel voor Hakupu behouden; hij versloeg er Malua en Michael Jackson.

## Demografie
Demografische evolutie:
- 1986: 244
- 1997: 258
- 2001: 227
- 2006: 162

## Bezienswaardigheden
- De rotsspleet Anapala Chasm. Een trap met balustrades vergemakkelijkt er de steile afdaling; helemaal onderaan is een kleine zoetwaterpoel waarin gezwommen kan worden.

## Sport
Het voetbalelftal van Hakupu komt uit in het Niue Soccer Tournament. Ook aan de nationale rugbycompetitie neemt Hakupu deel.

## Bekende inwoners
- Young Vivian (1935-), premier

Alofi North · Alofi South · Avatele · Hakupu · Hikutavake · Lakepa · Liku · Makefu · Mutalau · Namukulu · Tamakautoga · Toi · Tuapa · Vaiea